# Charajb el-Deszt
Charajb el-Deszt, Kharaib el-Desht – stanowisko archeologiczne położone w Kuwejcie na wyspie Fajlaka badane przez Kuwejcko–Polską Misję Archeologiczną (Kuwaiti–Polish Archaeological Mission, KPAM) pod kierunkiem dr Agnieszki Pieńkowskiej z Centrum Archeologii Śródziemnomorskiej Uniwersytetu Warszawskiego. Projekt w Charajb el-Deszt prowadzony jest od 2013 roku, pod nazwą Kuwait Failaka Archeological Research Project – comparative study of the settlement patterns on Failaka Island. Investigations of Kharaib el-Desht Settlement Complex.

## Położenie stanowiska
Stanowisko znajduje się na północno-zachodnim wybrzeżu wyspy Fajlaka. Pozostałości osady datowane są na późny okres islamski. Rozciągają się na około 450 metrów w pasie o szerokości 80 do 100 metrów.  

## Badania archeologiczne
Stanowisko znane jest z relacji podróżników od początków XX wieku, zarejestrowane zostało w trakcie badań powierzchniowych prowadzonych w 1974 roku przez włoską ekspedycję archeologiczną. Badania wykopaliskowe Kuwejcko-Polskiej Misji Archeologicznej skupiły się na odsłonięciu pozostałości osady rybackiej, towarzyszyła im także podwodna prospekcja archeologiczna, która umożliwiła rozpoznanie otoczenia wyspy, odkryto liczne instalacje związane z połowem ryb. 
W południowo-zachodniej części badanego obszaru odsłonięto fragmenty dwóch domów. Kilkadziesiąt metrów na północ od tego miejsca natrafiono na fragment dużej budowli o masywnych, kamiennych murach z przyporami, być może sanktuarium. Na stanowisku odkryto blisko sto pieców i palenisk przeznaczonych do przetwórstwa ryb. Ich ilość jak również różnorodność jest zaskakująca i niespotykana w innych późnoislamskich osadach rybackich. Ponad 60 z nich odkryto w jednej części osady, taka koncentracja piecyków, wskazuje, że był to obszar przeznaczony na działalność o charakterze gospodarczym. Piecykom towarzyszył bogaty materiał kostny, z przewagą rybich ości. Wyposażenie związane z procesem połowu i wstępnej obróbki ryb znajdowano zarówno w pomieszczeniach, jak i w bezpośrednim sąsiedztwie gospodarstw. Były to m.in. różnego rodzaju kotwice kamienne, haczyki do połowu ryb i ciężarki do sieci z kamienia lub fragmentów naczyń ceramicznych.  